# Puente Juan Pablo Duarte
El 17 de diciembre de 1955, durante la dictadura de Rafael Leónidas Trujillo, fue inaugurado el puente Juan Pablo Duarte sobre el río Ozama en la ciudad de Santo Domingo. Esta obra formaba parte de las construcciones anexas a la Feria de la Paz y Confraternidad del Mundo Libre, que realizó Trujillo en esta fecha.
En este momento, el puente vino a satisfacer una necesidad porque no existía un viaducto que comunicara las márgenes del río Ozama, ya que el Puente Ulises Heureaux había sido arrastrado por el ciclón San Zenón en 1930. Esta obra se ubicaba donde hoy se encuentra el Puente Matías Ramón Mella.
La importancia de este viaducto, que en esa fecha le costó al Estado dominicano cinco millones de pesos, es que comunicaría de forma más efectiva la capital con la región este del país.
La estructura, tipo colgante, posee un tramo central de 175.5 metros colgado de dos grupos de 20 cables cada uno. Las torres centrales tienen una altura de 55 metros. Los tramos adyacentes a la estructura principal son en hormigón armado y fueron construidos por Vigas Gerber con una longitud total de 135.8 metros del lado de Santo Domingo y de 260 metros del lado de Villa Duarte.
Debido a su deterioro, el Puente Duarte ha sido sometido a varias reconstrucciones que han provocado su cierre parcial. En 1965, el puente sufrió la ruptura de cinco cables en la parte sur, a causa de los bombardeos durante la guerra de Abril. Esta situación obligó a que fuera sometido a un proceso de reparación.
Para el 1970, esta infraestructura es sometida a su segunda reparación. Luego del remozamiento de 1966 y en 1997, se comenzaron a dar pasos para otra, y en 1998, las labores de remozamiento le fueron encomendadas al consorcio domínico-británico Conde-Mouchel, al que le pagaron 14 millones de dólares. Luego de cinco años sin resultados visibles en la reparación del puente Duarte, en noviembre de 2003, el Consorcio Conde Mouchel se retiró de los trabajos alegando incumplimiento en el pago.
- Datos: Q27961519